# Dorthonion

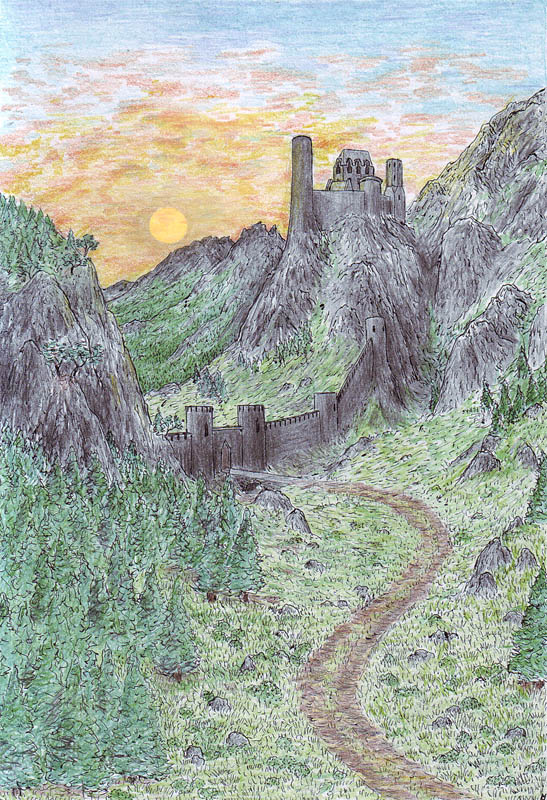
Aglon

Dans l'œuvre de J. R. R. Tolkien, Dorthonion, le « pays des pins », était un haut plateau boisé au nord du Beleriand, qui constituait une entrée vers celui-ci pour Morgoth et ses armées depuis la plaine d'Ard-galen. Il était bordé au sud par l'Ered Gorgoroth, une chaîne de montagnes escarpées qui le séparait du Beleriand. À l'ouest s'étendaient les montagnes de l'Echoriath, entourant la cité de Gondolin ; à l'est, Dorthonion était séparé des collines de Himring par le col d'Aglon, « la Passe étroite ».

Carte du Beleriand à l'époque du Premier Âge de la Terre du Milieu.

Après le retour des Ñoldor en Terre du Milieu, Dorthonion fut occupé par deux des fils de Finarfin, Angrod et Aegnor. Plus tard, les Hommes de la maison de Bëor furent autorisés à l'installer à Ladros, la partie nord-ouest de Dorthonion.
Dorthonion fut ravagé et conquis lors de la bataille de Dagor Bragollach par les armées de Morgoth, conduites par le dragon Glaurung, et devint un lieu d'épouvante. Il fut alors renommé Taur-nu-Fuin « la forêt sous l'ombre ».
Le Beleriand fut englouti par l'océan dans sa plus grande partie lors des évènements cataclysmiques de la Guerre de la Grande Colère, mais la partie la plus élevée de Dorthonion resta émergée et devint l'île de Tol Fuin, à l'ouest du Lindon.